# Херцогство Брауншвайг-Люнебург
Херцогството Брауншвайг-Люнебург (на немски: Herzogtum Braunschweig-Lüneburg, Herzogtum Braunschweig und Lüneburg) е историческа територия в Свещената Римска империя, херцогство през 1235-1806 г.
То се създава през 1235 г. от собствеността на род Велфи в Саксония и е дадено като имперски феод на Ото Детето, внук на Хайнрих Лъв и правнук на император Лотар III.
Името на херцогството са двата най-големи града в територията, Брауншвайг и Люнебург. Херцогството е разделяно няколко пъти през късното Средновековие и оттогава всички линии на Велфите носят титлата херцог фон Брауншвайг и Люнебург. Частичните княжества съществуват до края на Свещената Римска империя на немската нация през 1806 г. След Виенския конгрес се образуват през 1814 г. Кралство Хановер (1814-1866) и Херцогство Брауншвайг (1814-1918), което става през 1918 г. Свободна държава Брауншвайг (1918–1945), която влиза в Долна Саксония.
През 1180 г. херцог Хайнрих Лъв загубва титлата си херцог на Саксония и Бавария. Той успява след дългогодишно изгнание да се върне на своите собствености (Алод), наследени от майка му Гертруда Саксонска, дъщерята на император Лотар III.
През 1235 г. внукът му Ото Детето преписва собствеността си (Алод) на император Фридрих II и получава новоорганизираното Херцогство Брауншвайг-Люнебург, което се състои от преписаната територия и от други много по-големи имперски територии.
През 1269 г. херцогството се разделя от синовете му, които преди това от 1252 г. заедно управлявали херцогството. Албрехт I Велики получава южната част на страната и териториите около Брауншвайг, a Йохан северната част със собственостите около Люнебург. Градовете Брауншвайг (до 1671) и Люнебург (до 1512) остават собственост на цялата фамилия Велфи.
След това херцогството е разделяно и събирано няколко пъти.
Частичните княжества на Херцогството Брауншвайг-Люнебург на:
- 1269 Княжество Брауншвайг
- 1269 Княжество Люнебург, 1692 Курфюрство Люнебург
- 1345 Княжество Гьотинген, 1495 г. обединено с Княжество Каленберг
- 1432 Княжество Брауншвайг-Волфенбютел, 1814 Херцогство Брауншвайг
- 1432 Княжество Каленберг, 1692 г. Курфюрство Брауншвайг-Люнебург,

наричано Курфюрство Хановер, 1814 г. Кралство Хановер
- 1596 Княжество Грубенхаген към Брауншвайг-Волфенбютел

Други без собствен суверенитет:
- Даненберг, Харбург, Гифхорн, Беверн, Остероде, Херцберг, Залцдерхелден и Айнбек.

През 1814 г. се образува Херцогство Брауншвайг.

## Херцози на Брауншвайг-Люнебург
| Име                              | Управление | Бележки                                             |
| -------------------------------- | ---------- | --------------------------------------------------- |
| Ото Детето, (1204 – 9.6.1252)    | 1235–1252  | Херцог на Брауншвайг-Люнебург                       |
| Йохан I, (ок. 1242 – 13.12.1277) | 1252–1269  | Херцог на Брауншвайг-Люнебург. Управлява с Алберхт. |
| Албрехт I Велики, (1236–1279)    | 1252–1269  | Херцог на Брауншвайг-Люнебург. Управлява с Йохан.   |

През 1269 г. херцогството Брауншвайг-Люнебург се разделя на Княжество Брауншвайг и Княжество Люнебург.

## Хроника на Брауншвайг-Люнебург
| Херцогство Саксония 7 век – 1180             | Херцогство Саксония 7 век – 1180                           | Херцогство Саксония 7 век – 1180                           | Херцогство Саксония 7 век – 1180                           | Херцогство Саксония 7 век – 1180                           |
| Херцогство Брауншвайг-Люнебург 1235 – 1269   | Херцогство Брауншвайг-Люнебург 1235 – 1269                 | Херцогство Брауншвайг-Люнебург 1235 – 1269                 | Херцогство Брауншвайг-Люнебург 1235 – 1269                 | Херцогство Брауншвайг-Люнебург 1235 – 1269                 |
| Княжество Брауншвайг 1269 – 1291             | Княжество Брауншвайг 1269 – 1291                           | Княжество Брауншвайг 1269 – 1291                           | Княжество Брауншвайг 1269 – 1291                           | Княжество Люнебург 1269 – 1705                             |
| Княжество Брауншвайг-Волфенбютел 1291 – 1813 | Княжество Брауншвайг-Волфенбютел 1291 – 1813               | Княжество Гьотинген 1291 – 1495                            | Княжество Грубенхаген 1291 – 1617                          | ~                                                          |
| ~                                            | Княжество Каленберг 1432 – 1495                            | ~                                                          | ~                                                          | ~                                                          |
| ~                                            | Княжество Каленберг-Гьотинген 1495 – 1692                  | Княжество Каленберг-Гьотинген 1495 – 1692                  | отива 1617 на Люнебург, 1665 на Каленберг                  | отива 1705 на Куркняжество Брауншвайг-Люнебург             |
| ~                                            | Куркняжество Брауншвайг-Люнебург 1692 – 1814               | Куркняжество Брауншвайг-Люнебург 1692 – 1814               | Куркняжество Брауншвайг-Люнебург 1692 – 1814               | Куркняжество Брауншвайг-Люнебург 1692 – 1814               |
| Херцогство Брауншвайг 1814 – 1918            | Кралство Хановер 1814 – 1866 Провинция Хановер 1866 – 1946 | Кралство Хановер 1814 – 1866 Провинция Хановер 1866 – 1946 | Кралство Хановер 1814 – 1866 Провинция Хановер 1866 – 1946 | Кралство Хановер 1814 – 1866 Провинция Хановер 1866 – 1946 |
| Свободна държава Брауншвайг 1918 – 1945      | Провинцция Хановер 1866 – 1946 Провинция Хановер 1946      | Провинцция Хановер 1866 – 1946 Провинция Хановер 1946      | Провинцция Хановер 1866 – 1946 Провинция Хановер 1946      | Провинцция Хановер 1866 – 1946 Провинция Хановер 1946      |
| Провинция Долна Саксония 1946 – днес         | Провинция Долна Саксония 1946 – днес                       | Провинция Долна Саксония 1946 – днес                       | Провинция Долна Саксония 1946 – днес                       | Провинция Долна Саксония 1946 – днес                       |
| -------------------------------------------- | ---------------------------------------------------------- | ---------------------------------------------------------- | ---------------------------------------------------------- | ---------------------------------------------------------- |